# 滇越

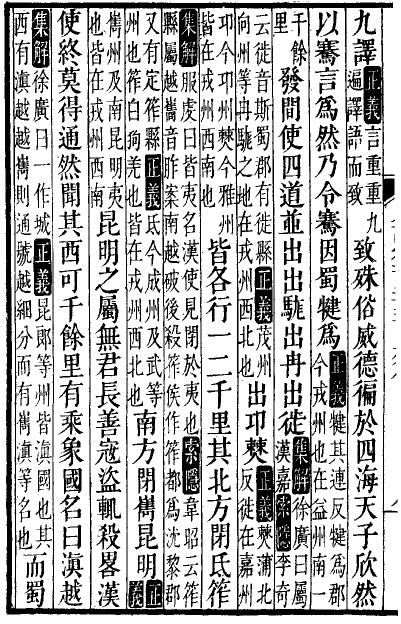
司马迁《史記·大宛列傳·第六十三》（卷一二三，83页）中记载“滇越”

滇越也称滇越乘象国、乘象国滇越，是西汉时期中国西南的一个古国，地处蜀身毒道的交通要道上:2754。滇越国在历史学界存在较大争议，是否位在今德宏一带、建立者是否为傣族、是否为“百越”之一、其与哀牢国的关系都是争议较大的问题。较有说服力的说法为滇越是今印度东部的古国，即后来中国史书中的盘越、迦摩缕波:42。

## 史籍记载
“滇越”一名见载于《史记·大宛列传》，这是现在所知最早也是唯一一条关于“滇越”的记载:40。
|                                     | 昆明之属无君长，善寇盗，辄杀略汉使，终莫得通。然闻其西可千馀里有乘象国，名曰滇越，而蜀贾奸出物者或至焉，于是汉以求大夏道始通滇国。 |
| ——司马迁，《史记》卷一二三·大宛列传 | |

《魏略·西戎传》中载有一“盘越国”，部分史学家认为“盘越”就是“滇越”。
|                                 | 盘越国，一名汉越王，在天竺东南数千里，与益部相近，其人小，与中国等，蜀人贾似至焉。 |
| ——鱼豢，《魏略》卷二十二·西戎传 |                                                                                    |

## 争议

### 位置之争

#### 德宏、腾冲说

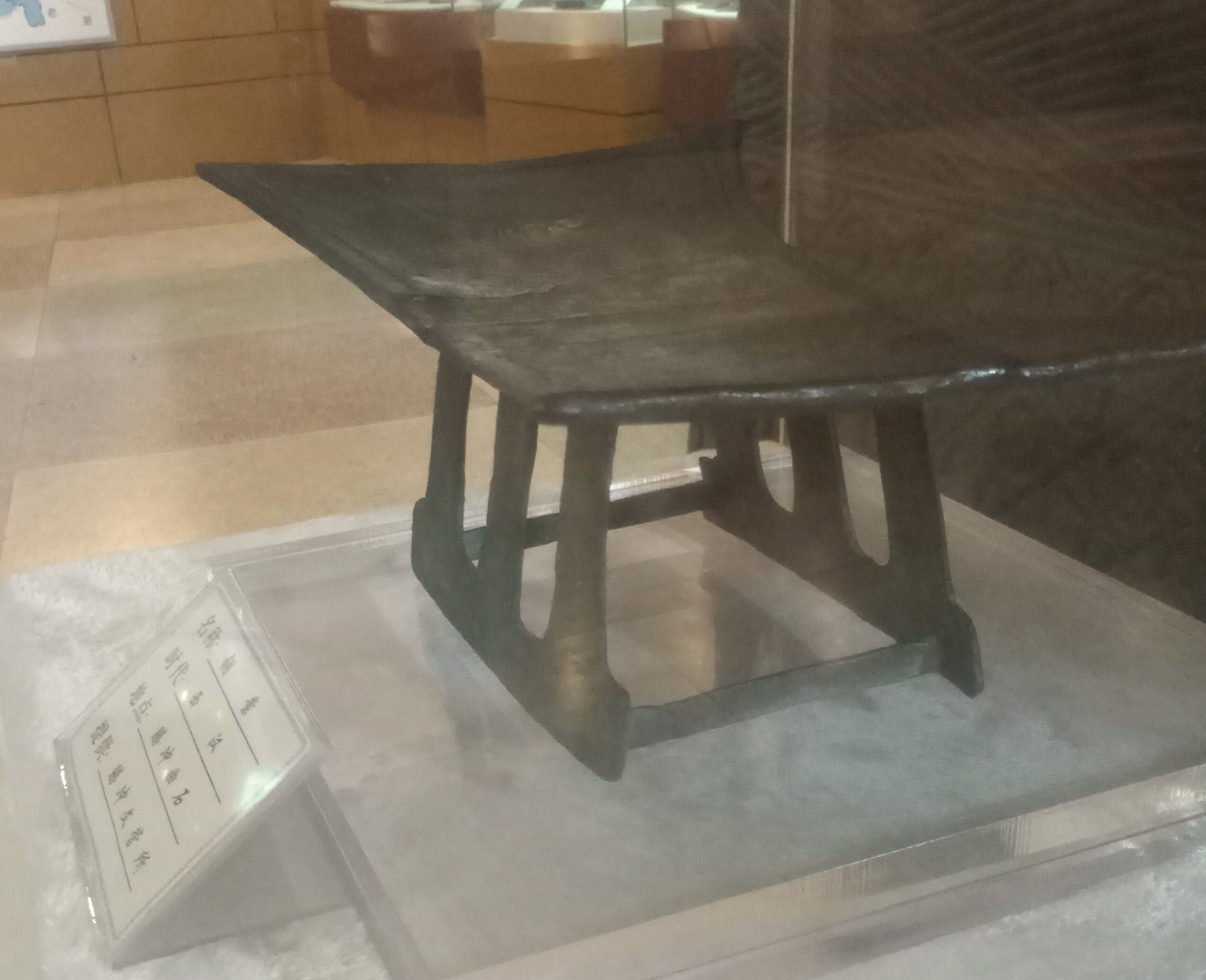
1989年腾冲县曲石乡江南村出土的山字足铜案

因“滇越”名称中含有“滇”字和“越”字，“滇”是云南古代的大型部落民族，云南德宏又是傣族世居地，一般认为傣族早期历史与百越有关，古代一直有产象和“乘象”的记载，所以人们多判定“滇越”是傣族先民在今德宏、腾冲一带建立的古国:26-27。乾隆《腾越州志》载“腾越者，古滇越也，亦曰越赕”，认为腾越就是古代的滇越，也是百越之一。著名历史地理学家和傣史学家方国瑜、江应樑、尤中等均赞同这一观点，江应樑补充认为滇越是今德宏及其附近并其南部大片地带，尤中则考证认为滇越“在今腾冲至德宏一带”。:20:92:16《傣族简史》一书认为，德宏是滇越的东部地区，滇越中部是今缅甸掸邦一带，西部到达今印度东北部的阿萨姆和曼尼普尔:5-6。侯方岳、李景煜则认为滇越的范围东至德宏、西双版纳，向南抵达老挝北部，西至阿萨姆和曼尼普尔，包含了整个掸邦的广大地域:73。《德宏州志》中除肯定“滇越”是德宏一带的古国外，还强调“这是汉文史籍对德宏最早的记载”:9。
1978年，腾冲古永乡大横山脚出土了一件战国至西汉时期的石寨山类型铜鼓:74；1989年，腾冲曲石乡江南村出土了两件形似百越文化的青铜器，一为铜案，一为铜盒:75。腾冲文管所考古专家李正推测，这三件青铜器可能是滇越青铜时代的文化遗物，铜案、铜盒的出土地点是“滇越”的贵族墓葬地，腾冲界头、曲石一带是“滇越”的中心:21。《云南通史》一书则认为该青铜器为哀牢上层贵族祭祀的礼器，并非滇越遗物:303。

#### 迦摩缕波说
云南大学教授何平认为，各史料的考释均不能证明“滇越”位在今云南德宏:15。依《史记》所述，当时云南境内的滇族在东部的滇池一带，西部是昆明夷，滇越的位置与滇族并不相接，“滇”与“滇越”之间隔着“昆明”，“滇越”实与“滇”无关；“滇越”位于“百越”分布区以西，中间隔着“百濮”，不能因名称含有“越”字就断定属于“百越”，从名称分析位置的方法过于牵强:9。汶江、何平、娄自昌、吕昭仪等认为，滇越是后来《魏略》所载的“盘越国”，《大唐西域记》中的“迦摩缕波国”，今印度阿萨姆一带:12:41-42:62。这一观点主要来源于“其西可千馀里”一句对距离的分析，因大理、永昌、腾冲、顺宁之间都是“昆明”的范围，以西千余里必在上缅甸或印度阿萨姆一带。而根据现有史料，公元前3世纪上缅甸不曾有过任何国家的存在，印度则在孔雀王朝阿育王时代扩张到了布拉马普特拉河流域:56。《大唐西域记》载，迦摩缕波国境接西南夷，其间没有别的国家，与《史记》记载的“滇越”情形相同；同时迦摩缕波以产象特多、象军特盛著称，与《史记》所载“滇越”是“乘象国”相印证:58-59。此外汶江考证指出，迦摩缕波国第一位国王名为Maharanga Danava，“滇越”的古音Dian-vat即是Dan(a)va的对音:60。民族史学家黄惠焜则认为，“滇越”地跨德宏至阿萨姆的广大地域，与《史记》记载的“其西可千馀里”并不冲突:2。

#### 其他观点
缅甸学者陈孺性认为，“滇越”就是《魏略》中的“盘越”，“滇越”实际上是古代缅甸骠人的国家:13。
傣史学家杨永生在研究傣文史书《嘿勐沽勐》后对比国家特征认为，“滇越”是《嘿勐沽勐》中记载的傣族达光王国:91。
历史学家顾颉刚则对“滇越”的位置保持怀疑，表示并不能断定是在缅甸还是在暹罗:106。

### 民族之争
陈国强《百越民族史》、王钟翰《中国民族史》、宋蜀华《百越》、侯方岳与李景煜《滇越、掸、傣源流》、江应樑《傣族史》、黄惠焜《从越人到泰人》等学者著书中均认为“滇越”属于“百越”:150。历史学家侯方岳、李景煜在其合著的《滇越、掸、傣源流》中解释：“所以称为滇越者，以示为滇国以外的越人或属于滇国的越人之意。”:75广西民族大学教授韦顺莉指出，早期学者的研究将现代傣掸民族的分布范围套用到了汉朝，并且任意扩大了“百越”的分布范围，“滇越”属于“百越”的证据并不充足，她认为“滇越”应属于“西南夷”而非“百越”:151-152。
許多學者認為“滇越”是傣族先民建立的国家:40。何平与娄自昌均认为各史料的考释不能证明“滇越”由傣族建立，傣掸民族在“滇越”时代之后才进入原“滇越”地区:15:44。
缅甸学者陳孺性认为，“滇越”不是由傣掸民族建立，而是古代缅甸骠人的国家:13。

### 哀牢关系之争
“哀牢”与“滇越”是滇西汉代以前史料记述的两个古国，但由于史料发生抵牾，二者政权、疆域及从属关系在历史学界是个难解的谜团，使得研究哀牢国者回避滇越，研究滇越国者回避哀牢:22。学界对“哀牢”与“滇越”的关系众说纷纭：肖正伟认为“滇越”是哀牢国统治下的一个强盛部族:23，郭保刚认为“滇越”和“哀牢”就是同一个国家:44，申旭认为西汉时的“滇越”后来演变成了东汉的“哀牢”:30，方国瑜在《中国西南历史地理考释》中则说“滇越应在哀牢之地”:20。也有部分学者认为“哀牢”与“滇越”根本没有关联，何平认为“滇越”真正的位置应当在“哀牢”以西更远的地方:10，杨永生认为“滇越”是傣史传说的达光王国，与哀牢无关:91。